# Автомобиль, скрипка и собака Клякса
«Автомобиль, скрипка и собака Клякса» — советский широкоформатный фильм режиссёра Ролана Быкова.

## Сюжет
В одном приморском городе, в большом дворе, окружённом старыми обшарпанными двухэтажными домами, живут герои этого фильма. Два школьных товарища влюблены в самую красивую девочку двора. Один из них, Олег — мастер на все руки, — возится с машинами и другими железками, а другой — Давид, — учится играть на скрипке. Старшая сестра девочки оканчивает школу, но уроки не лезут ей в голову, и ей помогают их учить то одноклассник, то репетитор… А ещё у неё есть маленький братик Кузя. Он — творец. Из знакомой чёрной собаки при помощи зубной пасты он делает «зербу» (так он называет зебру). А вообще-то у него есть мечта — чтобы у него было много-много кошек. Ведь из них легко сделать обезьян, потому что из каждой обезьяны довольно просто сделать медведя, а уж из медведей совсем нетрудно сделать себе товарищей! Аня пытается достать для него кошек, параллельно разбираясь со своими чувствами… 
Переживания Кузи своеобразно иллюстрирует ансамбль, музыканты которого одновременно перевоплощаются в других персонажей, помогая юным героям.

## В главных ролях
(в титрах фильма обозначены только имена актёров, без указания исполняемых ролей)
- Олег Анофриев — музыкант, играющий на аккордеоне и электрогитаре
- Ролан Быков — дирижёр / Леонид Ломакин, горе-шофёр / Марья Фёдоровна, глухонемая старушка с кошками
- Георгий Вицин — музыкант, играющий на банджо и бас-гитаре
- Зиновий Гердт — музыкант, играющий на ударных / Аршак, дедушка Давида / папа Давида
- Николай Гринько — музыкант, играющий на контрабасе / папа Олега
- Михаил Козаков — музыкант, играющий на скрипке и бас-гитаре / шашлычник
- Алексей Смирнов — музыкант, играющий на геликоне / шашлычник / А. Н. Фердыщенко, председатель домкома
- Спартак Мишулин — музыкант без инструмента / таксист

### В ролях
- Наташа Тенищева — Аня Хорошаева
- Андрей Гусев — Олег Починкин
- Цолак Вартазарян — Давид Аванесов
- Саша Чернявский — Кузя, младший брат Ани
- Зоя Фёдорова — Анна Константиновна, бабушка Олега
- Галина Польских — Татьяна Алексеевна, мама Ани
- Марина Полбенцева — Нюра, мама Давида
- Александр Жеромский — трубочист / дядя Саша, милиционер
- Татьяна Фомина — Алла, старшая сестра Ани
- Сергей Соловьёв — Серёжа, друг Аллы

## Съёмочная группа
- Сценарий: Аллы Ахундовой
- Постановка: Ролана Быкова
- Главный оператор: Михаил Ардабьевский
- Художник-постановщик: Александр Кузнецов
- Композитор: Максим Дунаевский
- Текст песен: Самуила Маршака, Аллы Ахундовой, Ролана Быкова, Роальда Сефа

## Факты
- Приз за лучшую режиссёрскую работу Ролану Быкову, 1975 год, 8-й Всесоюзный кинофестиваль (Кишинёв).[1]
- В фильме использован приём «вариоэкрана»: границы кадра меняются в зависимости от сюжета, действие может выходить за его пределы. Это вторая и последняя лента Ролана Быкова с таким приёмом (первым фильмом был «Айболит-66»).
- Фильм снимался в Таллине и в Пярну. Некоторые эпизоды снимались в Москве около посёлка Рублёво (например, сцена проезда музыкантов на телеге снята близ старого, ещё до первой реконструкции, моста на пересечении Рублёвского шоссе и МКАД в сторону сада «Дружба»).